# مداولة على الإنترنت
المداولة على الإنترنت هي عبارة مرتبطة بظهور هيئة ممارسة وبحث وبرمجيات مخصصة لتعزيز مناقشة جادة وهادفة عبر الإنترنت. وهي تتداخل مع الديموقراطية الإلكترونية، ولكن لا تتطابق معها.
المداولة على الإنترنت متعددة التخصصات جدًا، وتشمل ممارسات مثل التشاور على الإنترنت، والمشاركة الإلكترونية، والاقتراع التداولي على الإنترنت، والتيسير على الإنترنت، ومجتمعات البحث على الإنترنت، والتعليم الإلكتروني التفاعلي، والحوار المدني في منتديات الإنترنت، ودردشة الإنترنت، وصنع القرار الجماعي باستخدام البرمجيات التعاونية وغيرها من أشكال الاتصالات بواسطة الحاسوب. يرتبط العمل في كل هذه المساعي ببعضه بواسطة التحدي المتمثل في استخدام وسائل الإعلام الإلكترونية بطريقة تعمق التفكير وتحسن التفاهم المتبادل.
قد عقدت مؤتمرات دولية مفتوحة عن المداولة عبر الإنترنت في جامعة كارنيغي ميلون عام 2003، وفي جامعة ستانفورد عام 2005، وفي جامعة كاليفورنيا، بركلي عام 2008. وقد عقد آخر مؤتمر في جامعة ليدز من 30 يونيو حتى 2 يوليو 2010. وقد صوت الحاضرون في مؤتمر عام 2005 لإنشاء جمعية دولية للمداولة على الإنترنت، ولكن لم يتم بعد تأسيس أي منظمة رسمية. وهناك أحداث أخرى ذات اهتمام قام برعايتها اتحاد الديموقراطية التداولية على الإنترنت.

## وصلات خارجية
- Online Deliberation Resources
- Developing and Using Online Tools for Deliberative Democracy - the first conference on online deliberation, Carnegie Mellon University (June 2003)
- Online Deliberation 2005 / DIAC-2005 - the Second Conference on Online Deliberation: Design, Research, and Practice, Stanford University (May 2005)
- Deepening Online Deliberation - invitational workshop sponsored by the Online Deliberative Democracy Consortium, University of Minnesota (June 2005)
- Tools for Participation: Collaboration, Deliberation, and Decision Support (DIAC-2008/OD2008) - the Third Conference on Online Deliberation, University of California, Berkeley (June 2008)
- The Fourth International Conference on Online Deliberation - University of Leeds (June 30-July 2, 2010)
- Demosphere Project &mdash; The wiki & global project to develop a community based e-democracy framework using open source and interactive software. (Wikinews article)
- Facilitating large-scale online deliberation with collaborative debate maps - Allowing all voices and arguments to be represented and weighed transparently in context.